# جيمس إي. كيسي
جيمس إي. كيسي (بالإنجليزية: James E. Casey)‏ هو شخصية أعمال أمريكي، ولد في 29 مارس 1888 في نيفادا في الولايات المتحدة، وتوفي في 6 يونيو 1983 في أتلانتا في الولايات المتحدة.